# Veurnesas

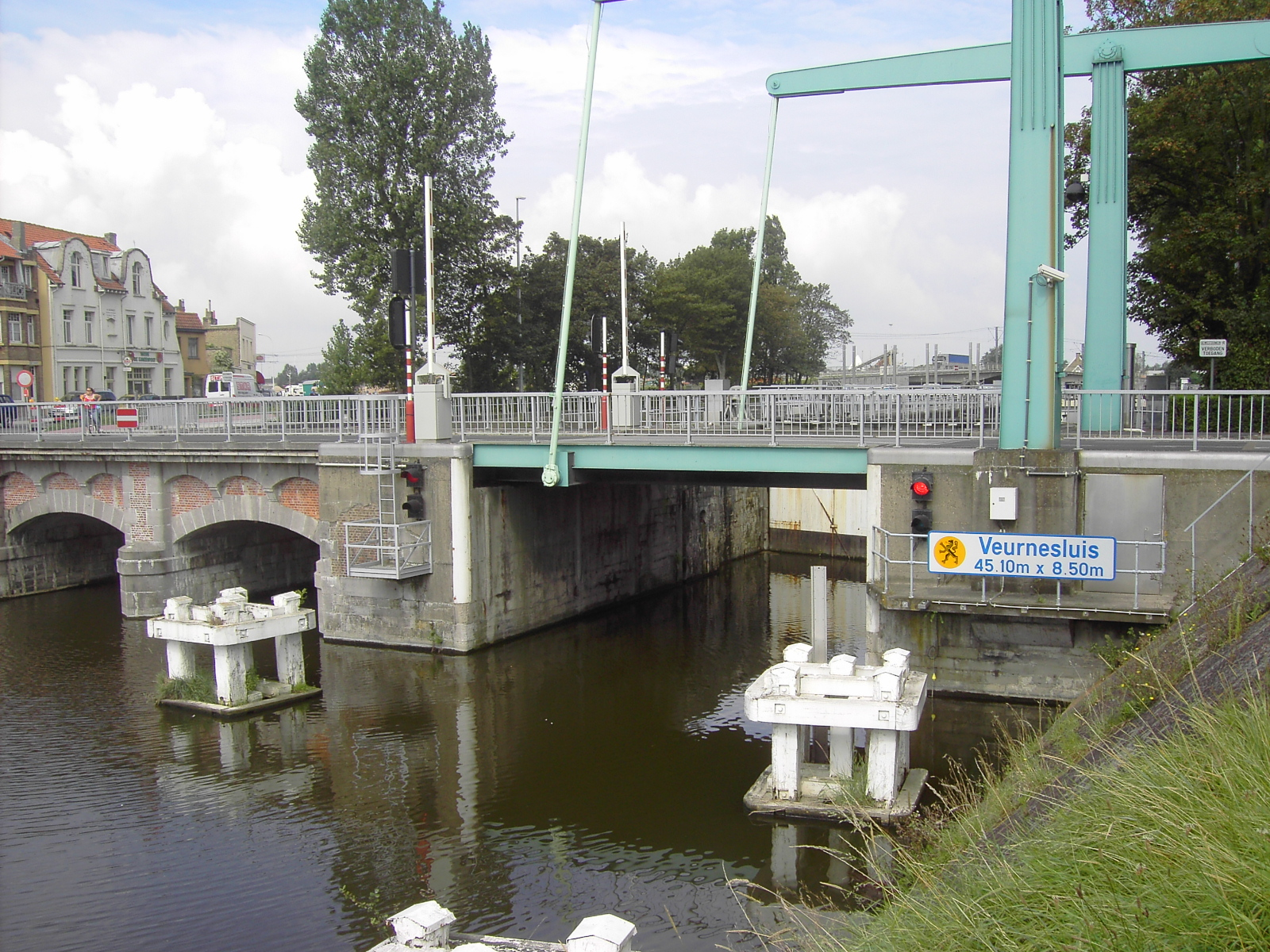
Het Veurnesas, richting zwaaikom en de zee

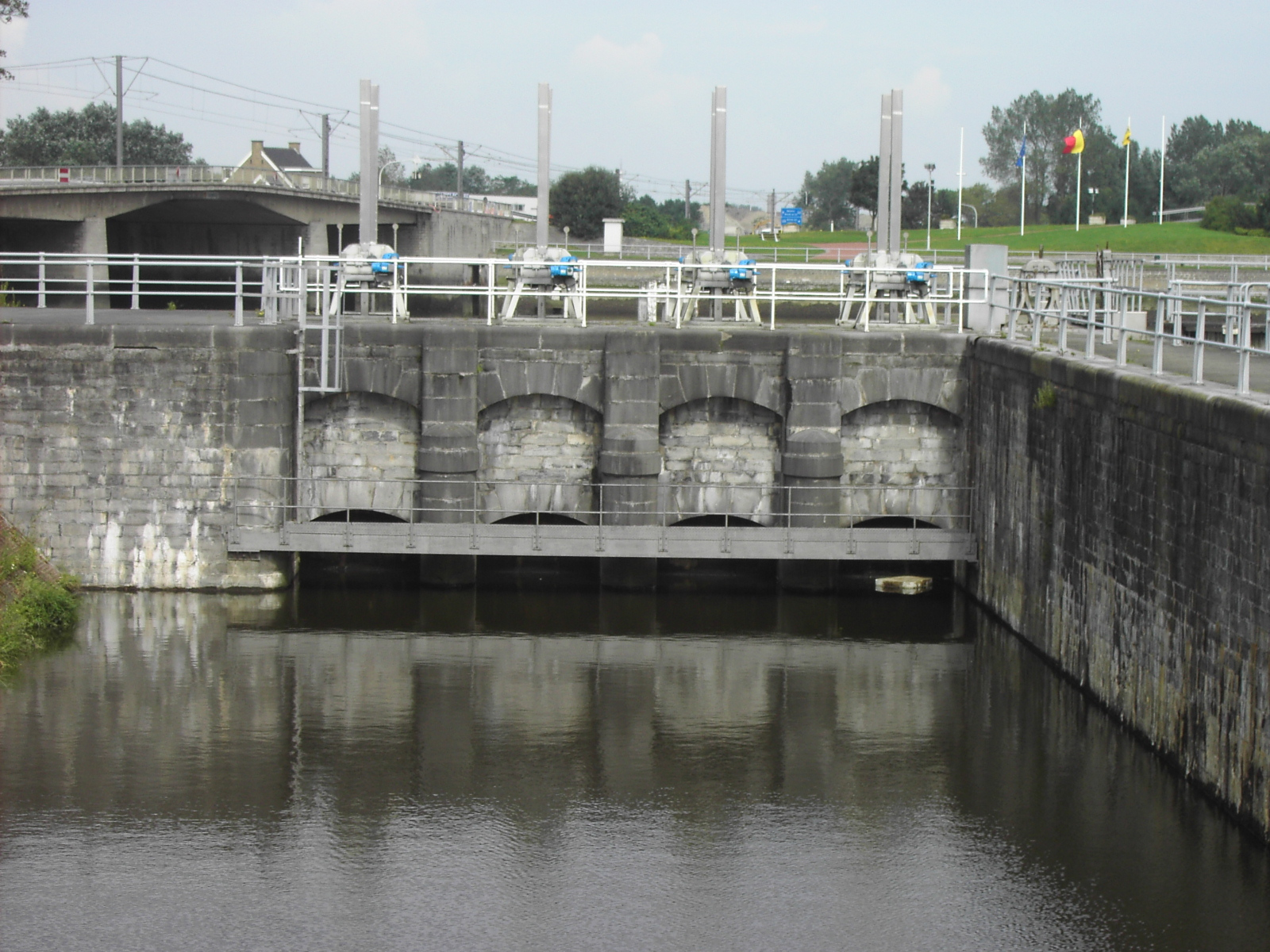
De vier doorstroomopeningen van de uitwateringssluis

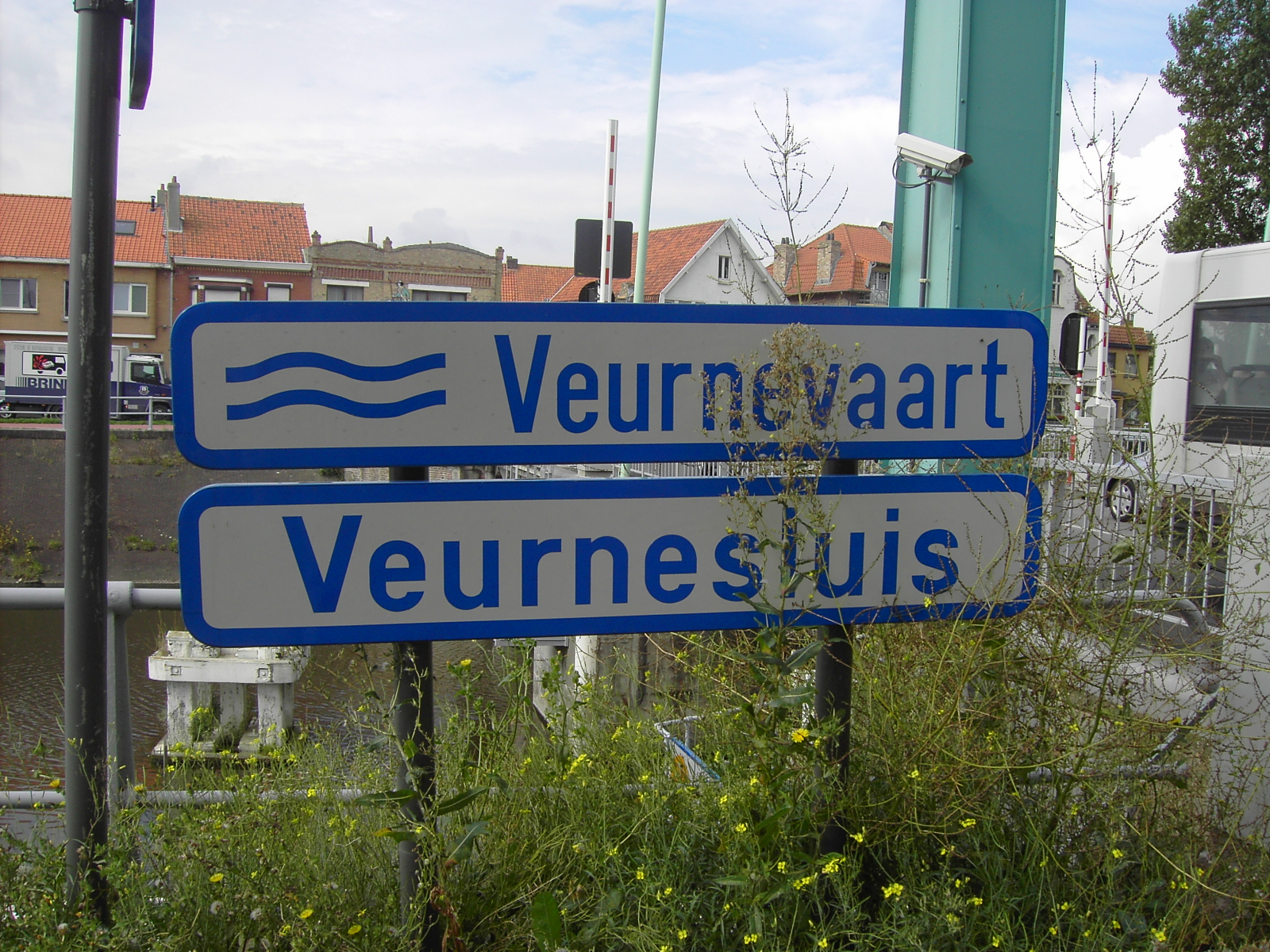
Naamplaten

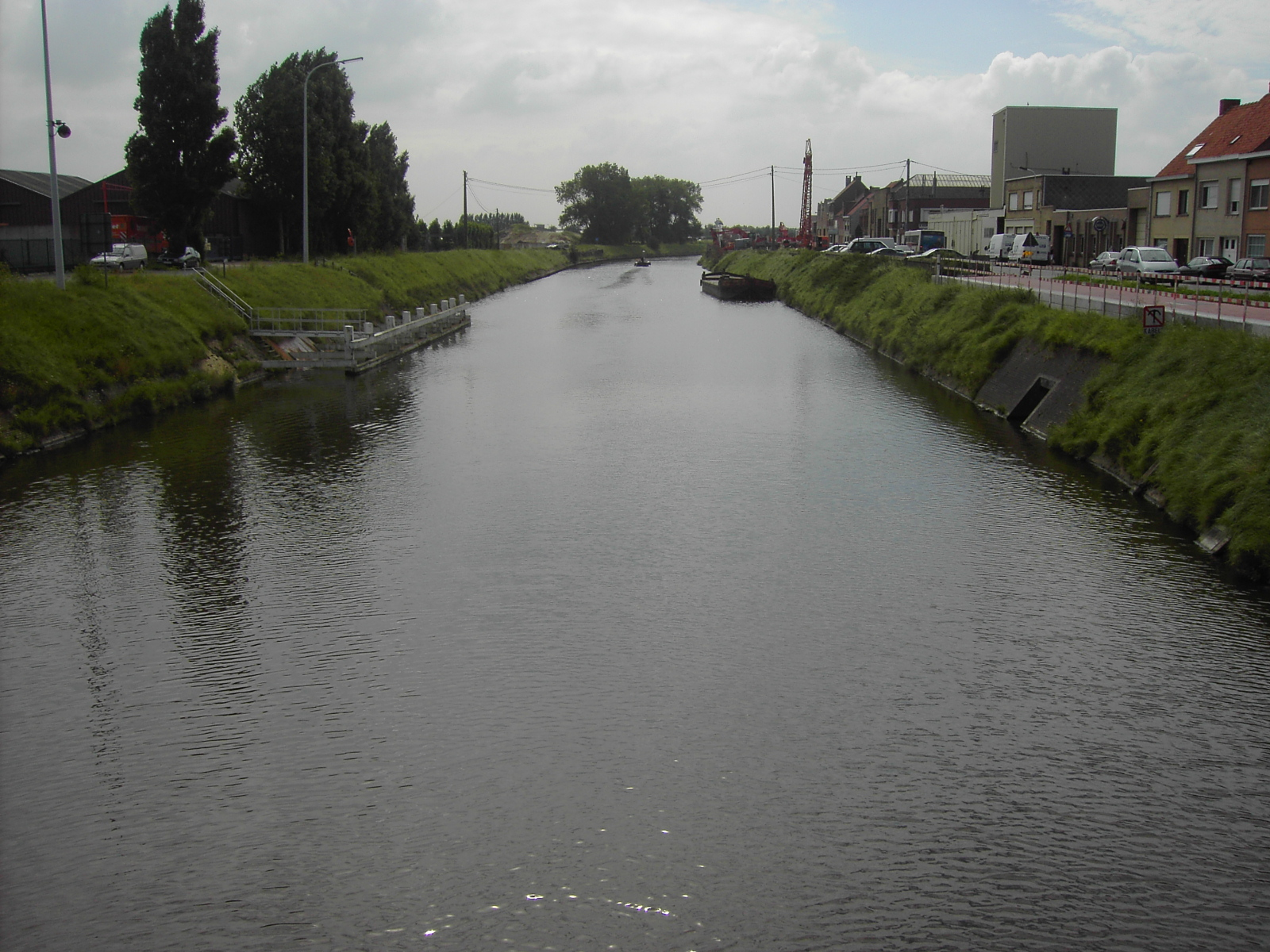
De Veurnevaart, stroomopwaarts van het Veurnesas

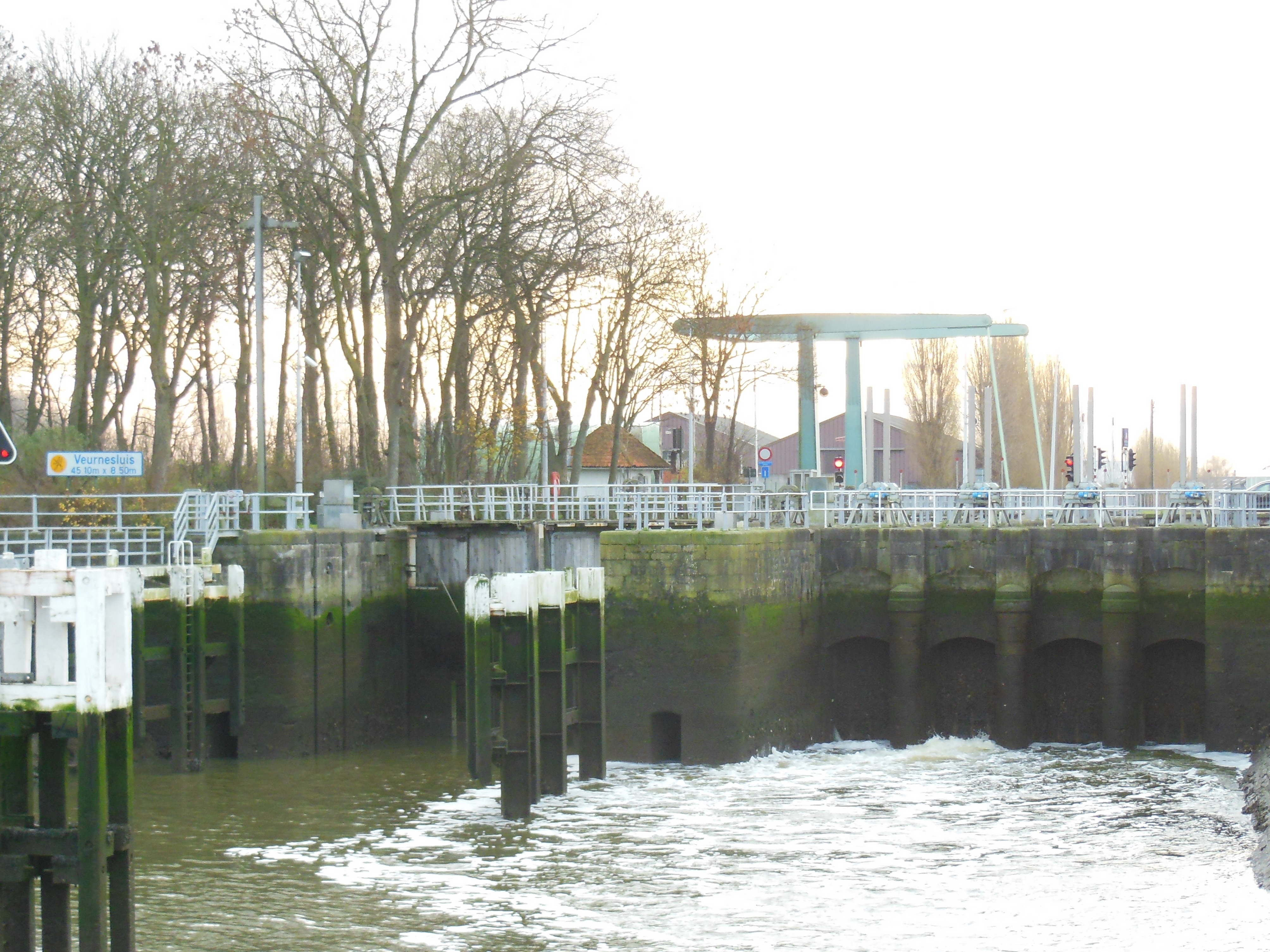
Spuien langs de verlaten van de uitwateringssluis

Het Veurnesas is het eerste waterbouwkundig kunstwerk op de Ganzepoot bij de Belgische stad Nieuwpoort, komende van de stad. Het werd gebouwd in 1876. Het werk bestaat uit een schutsluis en een uitwateringssluis of overlaat. De schutsluis is acht en een halve meter breed en de schutkolk is vijfenveertig meter lang. Ze geeft toegang tot het Kanaal Nieuwpoort-Duinkerke (het kanaal Nieuwpoort-Veurne-Duinkerke), kortweg de Veurnevaart. De Veurnesluis krijgt enkel bediening in de periode vanaf 3 uur voor hoogwater tot 3 uur erna. De overlaat laat toe hemelwater af te voeren dat gevallen is in de polder van de Noordwatering Veurne en daar voorbij. 

## Beschrijving en werking

### Het sas of de schutsluis
Het sas of de schutsluis wordt van de uitwateringssluis gescheiden door een centrale muur. Aan beide uiteinden wordt de muur beschermd door een dukdalf. De brug over de Veurnevaart ligt sedert de wederopbouw na de Eerste Wereldoorlog stroomopwaarts van de saskamer. Het sas is een tijsluis of keersluis: bij laag water staat de sasdeur aan het benedenhoofd (de kant van de zwaaikom) droog. Het sas is voorzien van vier paar draaideuren: een vloed- en een ebdeur in het benedenhoofd en een vloed- en een ebdeur in het bovenhoofd. In elke deur is een rinket ingebouwd om de waterstand in de saskamer op het gewenste peil te brengen bij het versassen. Wanneer ze geopend worden verdwijnen de deuren in deurkassen, uitsparingen in de sasmuur. Bij de deurkassen zijn in de sasmuur verticale sponningen gebouwd voor schotbalken, om het sas droog te kunnen zetten voor onderhoud en herstellingen. Vier omloopriolen met in- en uitgang in de deurkassen, laten toe het waterpeil in de saskamer te regelen.

### De overlaat
De Veurnevaart is door de Lovaart verbonden met de IJzer. De verbinding van de Lovaart met de IJzer bestaat uit een stuw in Fintele met vier openingen. De verbinding van de Lovaart met de Veurnevaart in Veurne bestaat uit de samenvloeiing, zonder waterbouwkundig werk, van beide vaarten. In Veurne is de Veurnevaart door een keersluis, de Nieuwpoortsluis, verbonden met de vaart naar Duinkerke. De overlaat van het Veurnesas dient om water af te voeren van de IJzer en kan gebruikt worden om water af te voeren van het kanaal Nieuwpoort-Duinkerke, stroomopwaats Veurne.  
De overlaat bestaat uit vier aparte doorstoomopeningen van twee meter en tien centimeter breed en vier meter en vijfenzeventig centimeter hoog. Elke doorstroomopening kan door twee ophaalschuiven of hefdeuren afgesloten worden, één aan de stroomopwaartse kant en één aan de stroomafwaartse kant.
Bij lage tij worden de schuiven gelicht om te spuien. Bij hoge tij moeten de schuiven neergelaten worden om de zee te beletten de polder te overstromen. Aan beide kanten van de doorstroomopeningen zijn sponningen voorzien waarin schotbalken kunnen neergelaten worden om de openingen droog te leggen voor onderhoudswerken. 
De schuiven worden opgehaald en neergelaten bij middel van tandwielkasten die een draaiende beweging omzetten in een laterale beweging van de verticale getande stang, de heugelstang verbonden aan de schuiven. 

## Tijdens deEerste Wereldoorlog
De brug over de Veurnevaart lag over het Veurnesas. Het was een draaibrug met als draaipunt een verdikking van de centrale muur tussen de schutsluis en de uitwateringssluis. In de nacht van 29 op 30 oktober 1914, op weg naar de Overlaat van Veurne-Ambacht om die te openen, moest men de Veurnevaart lopend over de deuren van het Veurnesas oversteken, omdat de brug opgeblazen was door de Fransen.  
De acht tandwielkasten van de uitwateringssluis van de Veurnevaart stonden op een ijzeren portiek die hoog boven de sluis uitstak. Die opstelling liet toe de schuiven helemaal tot boven de sluis te hijsen om ze te inspecteren en herstellen. De tandwielkasten waren van ver zichtbaar en de bedienaars ervan konden gemakkelijk onder vuur genomen worden. Aan de stand van heugelstangen kon men van ver zien of de schuiven opgehaald waren of neergelaten. Boven de uitwateringssluis van het Iepersas stond een gelijkaardige portiek.
De sasdeuren, de ophaalschuiven en de sponningen aan het sas en de doorstroomopeningen en schotbalken boden na de onderwaterzetting de bedienaars tal van mogelijkheden om het waterpeil in de Veurnevaart en de inundatie in haar geheel te controleren.
In april, mei en juni 1915 werd water gestoken op de Veurnevaart om het peil van de inundatie van Fintele te verhogen. Die operatie liep niet goed af. In Wulpen zette de Veurnevaart de weg onder water. De vloeddeuren begaven het en ter hoogte van Steenkerke brak de dijk van de Lovaart. De situatie werd gered met behulp van schotbalken. 
Op 27 juni 1915 werd de centrale pijler van het Veurnesas zwaar beschadigd door Duits artillerievuur. Het ganse bouwwerk dreigde in zee te spoelen. 
Na veel moeilijkheden, dijkbreuken en de bouw van dammen kon het Veurnesas eind augustus 1915 weer functioneren. Er werd dan een speciale compagnie opgericht, de Compagnie Sapeurs-Pontonniers, onder bevel van kapitein-commandant Thys Robert.
Op 27 januari 1916 begaf het Veurnesas het door uitspoeling van de fundering. Het kon niet hersteld worden.
De Veurnevaart werd afgedamd ter hoogte van de Langestraat. De rol van het Veurnesas werd beperkt tot de ontwatering van de polder ten westen van de spoorweg Nieuwpoort-Diksmuide. Het water uit dat gebied werd afgeleid naar de Lovaart en de Veurnevaart tot aan de dam aan de Langestraat. Daar werd het via het sasje van Dierendonck naar de Noordvaart en de verlaten van de Noordvaart geleid waar het naar de zee kon vloeien.